# Silvio Favero
Silvio Favero (Umuarama, 31 de agosto de 1966 – Cuiabá, 13 de março de 2021) foi um advogado e político brasileiro. Cumpria o primeiro mandato de deputado estadual pelo Mato Grosso.

## Biografia
Favero nasceu em Umuarama, no interior do Paraná. Formou-se em Direito, porém antes da formação trabalhou de servente de pedreiro, feirante e office-boy.
Em 2018, foi eleito Deputado Estadual por Mato Grosso filiado ao Partido Social Liberal (PSL) recebendo 12.059 votos.
Como Deputado, criou um projeto de lei contra a vacinação obrigatória da COVID-19.

## Morte
Favero morreu no dia 13 de março de 2021 em decorrência de complicações da COVID-19. O deputado estava desde o dia 4 de março intubado na UTI.